# Nobuhisa Yamada
Nobuhisa Yamada (n. 10 septembrie 1975) este un fost fotbalist japonez.

## Statistici
| Japonia | Japonia | Japonia |
| An      | Meciuri | Goluri  |
| ------- | ------- | ------- |
| 2002    | 1       | 0       |
| 2003    | 11      | 0       |
| 2004    | 3       | 1       |
| Total   | 15      | 1       |